# 콜롬비아의 국기

콜롬비아의 국기 (비율 2:3)

콜롬비아의 국기는 1863년 11월 26일에 채택되었다. 노란색, 파란색, 빨간색 세 가지 색으로 구성된 가로 줄무늬로 구성되어 있으며, 줄무늬 비율은 2:1:1이다. 노란색은 금과 태양, 콜롬비아의 국민을, 파란색은 물과 바다를, 빨간색은 독립 투쟁에서 흘린 피를 의미한다.

## 색상
| 색상 | 노랑                 | 파랑               | 빨강                |
| ---- | -------------------- | ------------------ | ------------------- |
| RGB  | 252–209–22 (#FCD116) | 0–56–147 (#003893) | 206–17–38 (#CE1126) |

## 그 외의 기

콜롬비아 해군기
콜롬비아 상선기
콜롬비아 함수기

## 과거의 기

뉴 그라나다의 국기 (1811년 ~ 1814년)
그란콜롬비아 시대의 국기 (1819년 ~ 1820년)
그란콜롬비아 시대의 국기 (1820년 ~ 1821년)
그란콜롬비아 시대의 국기 (1821년 ~ 1831년)
뉴 그라나다의 국기 (1931년 ~ 1834년)
그라나다 연합의 기 (1831년 ~ 1863년)
뉴 그라나다의 국기 (1861년)

## 같이 보기
- 콜롬비아의 국장
- 콜롬비아의 국가
- 러시아의 국기
- 리투아니아의 국기